# Dougherty (Oklahoma)
Dougherty és un poble dels Estats Units a l'estat d'Oklahoma. Segons el cens del 2000 tenia 224 habitants.

## Demografia
Segons el cens del 2000, Dougherty tenia 224 habitants, 96 habitatges, i 60 famílies. La densitat de població era de 227,6 habitants per km².
Dels 96 habitatges en un 31,3% hi vivien nens de menys de 18 anys, en un 50% hi vivien parelles casades, en un 9,4% dones solteres, i en un 36,5% no eren unitats familiars. En el 33,3% dels habitatges hi vivien persones soles el 16,7% de les quals corresponia a persones de 65 anys o més que vivien soles. El nombre mitjà de persones vivint en cada habitatge era de 2,33 i el nombre mitjà de persones que vivien en cada família era de 2,97.
Per edats la població es repartia de la següent manera: un 22,3% tenia menys de 18 anys, un 8,5% entre 18 i 24, un 30,8% entre 25 i 44, un 24,1% de 45 a 60 i un 14,3% 65 anys o més.
L'edat mediana era de 38 anys. Per cada 100 dones de 18 o més anys hi havia 109,6 homes.
La renda mediana per habitatge era de 23.000 $ i la renda mediana per família de 33.125 $. Els homes tenien una renda mediana de 16.042 $ mentre que les dones 16.875 $. La renda per capita de la població era de 14.490 $. Entorn del 13,2% de les famílies i el 20,1% de la població estaven per davall del llindar de pobresa.

## Poblacions més properes
El següent diagrama mostra les poblacions més properes.